# ۱۷۱۹ (میلادی)
۱۷۱۹ (میلادی) هزار و هفتصد  و نوزدهمین سال تقویم میلادی است.

## رویدادها
شهرهای بنیان‌گذاری شده‌
- بلینگهام، ماساچوست
- هریسبورگ، پنسیلوانیا
- باتون‌روژ، لوئیزیانا
- ترنتون
- گاگارین

## زادگان
- ۱۴ نوامبر - لئوپلد موتزارت آهنگساز رهبر ارکستر مربی و ویولونیست آلمانی (درگذشته ۱۷۸۷)
- ۲ ژوئن -  میشل-ژان سدن نویسنده و نمایش‌نامه‌نویس فرانسوی (۱۷۹۷)
- ۱۷ اکتبر – ژاک کازوت، نویسنده و فیلسوف فرانسوی (د. ۱۷۹۲)
- ۱۴ نوامبر – لئوپلد موتزارت، آهنگساز آلمانی (د. ۱۷۸۷)

## درگذشتگان
- ۱۷ ژوئن - ژوزف ادیسون نویسنده و شاعر سیاسی مسلک انگلیسی  (زاده ۱۶۷۲)
- ۷ سپتامبر - جان هریس نویسنده انگلیسی (زاده ۱۶۶۶)
- ۷ سپتامبر – جان هریس، ریاضی‌دان بریتانیایی
- ۳۱ دسامبر – جان فلمستید، ستاره‌شناس بریتانیایی (ز. ۱۶۴۶)

## منبع
- مشارکت‌کنندگان ویکی‌پدیا. «1719». در دانشنامهٔ ویکی‌پدیای انگلیسی، بازبینی‌شده در ۲۴ فوریه ۲۰۱۴.